# Apeadeiro de Terronhas

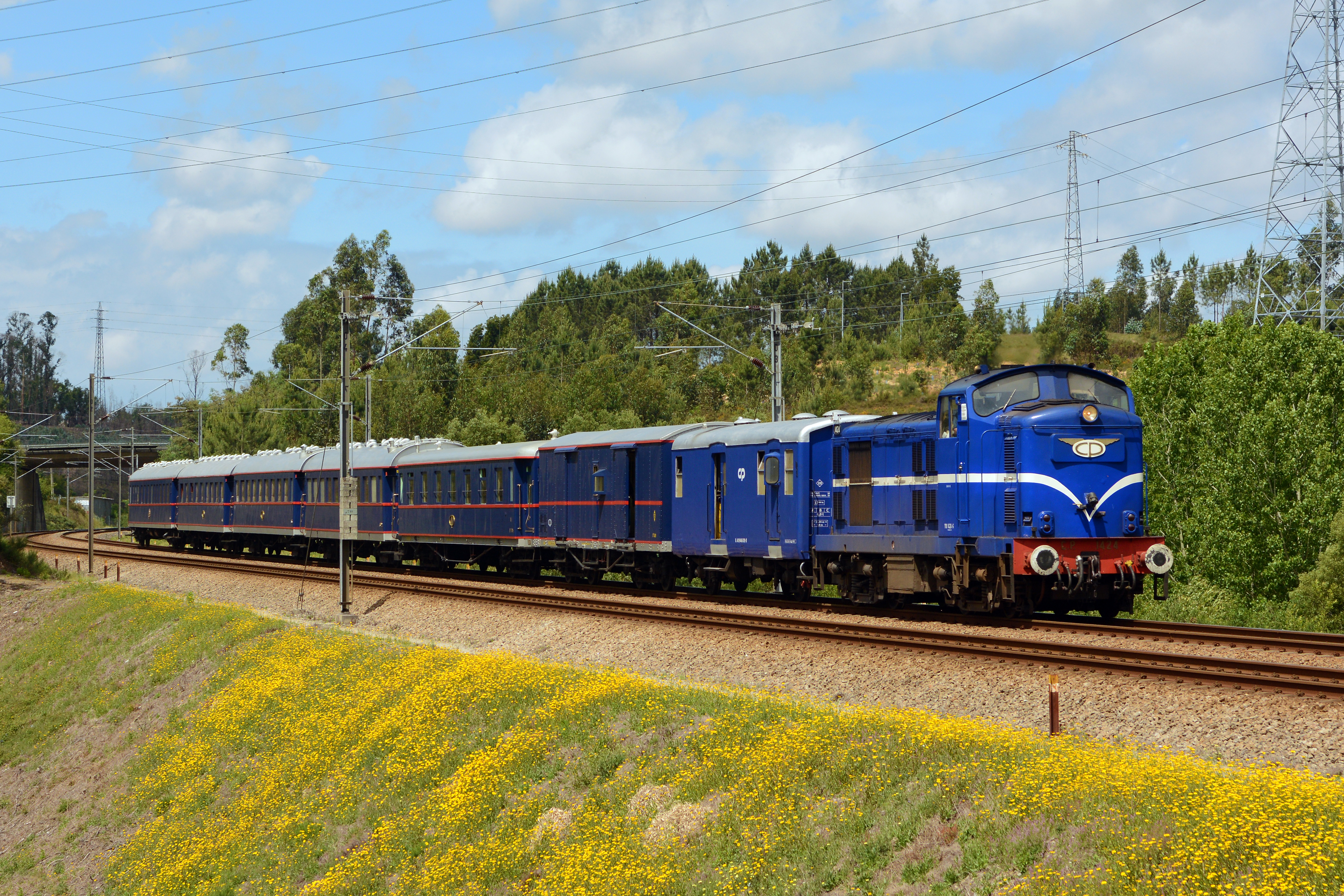
Comboio Presidencial em 2017, circulando entre Terronhas e Trancoso.

O apeadeiro de Terronhas é uma interface da Linha do Douro, que serve a localidade de Terronhas, no concelho de Paredes, em Portugal.

## Descrição

### Localização e acessos
Este apeadeiro dista 519 m do centro (igreja) da localidade epónima. A sua existência (junto com a das interfaces vizinhas de Trancoso, Recarei-Sobreira, Parada, e Cête) contribui para que as deslocações pendulares intermunicipais no sul do concelho de Paredes superem as intramunicipais.:p.90,102

### Infraestrutura
A plataformas têm 220 m de comprimento e 90 cm de altura.

### Serviços
Em dados de 2023, esta interface é servida por comboios de passageiros da C.P. de tipo urbano no serviço “Linha do Marco”, com 13 circulações diárias em cada sentido entre Porto - São Bento e Penafiel, e mais três entre aquela estação e Marco de Canaveses; passam sem parar nesta interface 17 circulações diárias do mesmo serviço.

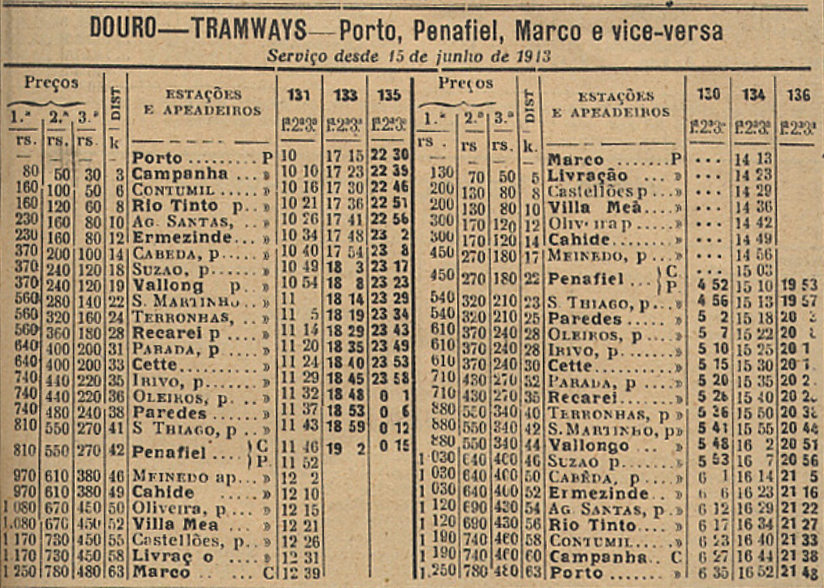
Horários de 1913, incluindo a gare de Terronhas.

## História
Este apeadeiro situa-se no troço entre Ermesinde e Penafiel da Linha do Douro, que abriu à exploração no dia 30 de Julho de 1875.
Em 1985, Terronhas não dispunha ainda de edifício de passageiros, situando-se a plataforma do lado norte da via (lado esquerdo do sentido ascendente, para Barca d’Alva), então ainda em via única.

Os melhoramentos introduzidos no virar do século (décadas de 1990 a 2020), nomeadamente de duplicação e eletrificação da via, têm aumentado localmente a atratividade do meio ferroviário para as deslocações de passageiros.:p.124